# Parobisium vancleavei
Parobisium vancleavei är en spindeldjursart som först beskrevs av Clarence Clayton Hoff 1961.  Parobisium vancleavei ingår i släktet Parobisium och familjen helplåtklokrypare. Inga underarter finns listade i Catalogue of Life.